# Parathesis tuxtlensis
Parathesis tuxtlensis är en viveväxtart som beskrevs av C.L. Lundell. Parathesis tuxtlensis ingår i släktet Parathesis och familjen viveväxter. Inga underarter finns listade i Catalogue of Life.